# Hydrasterias improvisus
Hydrasterias improvisus är en sjöstjärneart som först beskrevs av Ludwig 1905.  Hydrasterias improvisus ingår i släktet Hydrasterias och familjen Pedicellasteridae. Inga underarter finns listade i Catalogue of Life.